# Bohumil Cajthaml
Bohumil Cajthaml (* 8. září 1948) je bývalý český fotbalový útočník.

## Fotbalová kariéra
V československé lize hrál v sezóně 1969/70 za Bohemians Praha. Nastoupil ve 3 ligových utkáních. Gól v lize nedal.

## Ligová bilance
| Ročník                                   | Zápasy | Góly | Minuty | Klub            |
| ---------------------------------------- | ------ | ---- | ------ | --------------- |
| 1. československá fotbalová liga 1969/70 | 3      | 0    | 137    | Bohemians Praha |
| CELKEM 1. liga                           | 3      | 0    | 137    |                 |